# سبلان (صفد)
سبلان كانت قرية فلسطينية تبعد 15.5 كيلومتر غرب مدينة صفد.

## القرية قبل عام 1948
قرية صغيرة تقع في الشمال الغربي لصفد، وربط بينها وبين صفد وترشيحا طريق عام تقع على 14 دونمًا ترتفع عن سطح البحر 814 مترًا، ربما يكون اسمها من الآرامية سبلة بمعنى سنبلة أو سبيل بمعنى السُلَّم. لقرية سبلان وتبلغ مساحتها 1798 دونمًا، تحيط القرية أراضي قرية حرفيش فسوطة سمحاتا. في عام 1922 م بلغ عدد السكّان 68 نفرًا، و94 نفرًا عام 1931م. وتنعدم في القرية الخدمات العامة، ولذا اعتمد السكان في ذلك على قرية حرفيش المجاورة. وكانت القرية تحيط بضريح النبيّ سبلان. وإلى الجنوب من القرية تقع أراضي عرب المريدات.

## احتلال القرية
دمر اليهود القرية وأخرجوا سكانها منها في عام 1948.احتلت القرية في 30 تشرين الأوّل/ أكتوبر عام 1948، في عملية حيرام التي هدفت لإخلاء واحتلال الجليل الأعلى، ومن المرجح بأن القرية احتلت عند التحام قوات جولاني مع اللواء السابع.

## القرية اليوم

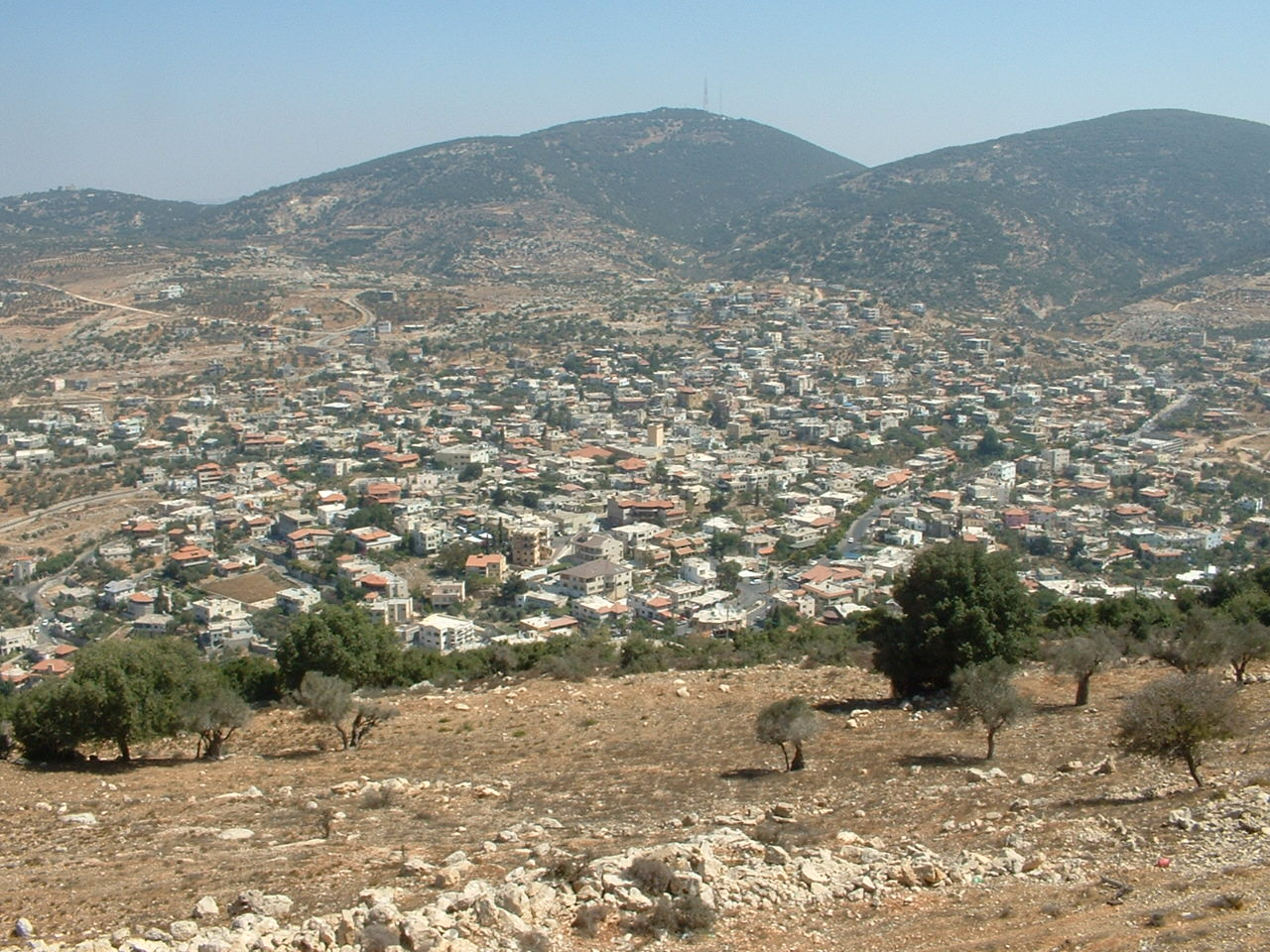
قرية سبلان في صفد

لم يبق من القرية سوى منزل واحد يسكنه خدمة مقام النبي سبلان وأضيفت إليه بعض الأبنية لزوار القبر من الدروز.

## وصلات خارجية
- سبلان ترحب بكم